# Weißenstein (Overath)
Weißenstein ist ein Ortsteil von Marialinden in der Stadt Overath im Rheinisch-Bergischen Kreis in Nordrhein-Westfalen, Deutschland.

## Lage und Beschreibung
Weißenstein in seiner Höhenlage bietet eine gute Sicht auf die Bergische Landschaft. Der kleine Ortsteil ist vom Zentrum des alten Wallfahrtortes Marialinden über die Alte Römerstraße in Richtung Burg zu erreichen. Die Ortsteile Büscherhöfchen, Rottfeld und Kirschbaum liegen nahebei.

## Geschichte
Weißenstein entstand erst in der zweiten Hälfte des 19. Jahrhunderts als Straßendorf an der alten Trasse der Brüderstraße, einer bedeutenden mittelalterlichen Altfernstraße von Flandern über Köln nach Leipzig. Auf der Trasse des alten Höhenwegs verläuft in diesem Abschnitt heute die Verbindungsstraße über Rottfeld nach Burg.
Die Gemeinde- und Gutbezirksstatistik der Rheinprovinz führt Weissenstein 1871 mit vier Wohnhäusern und 22 Einwohnern auf. Im Gemeindelexikon für die Provinz Rheinland von 1888 werden vier Wohnhäuser mit 22 Einwohnern angegeben. 1895 besitzt der Ort drei Wohnhäuser mit 16 Einwohnern und gehörte konfessionell zum katholischen Kirchspiel Marialinden, 1905 werden drei Wohnhäuser und 14 Einwohner angegeben.

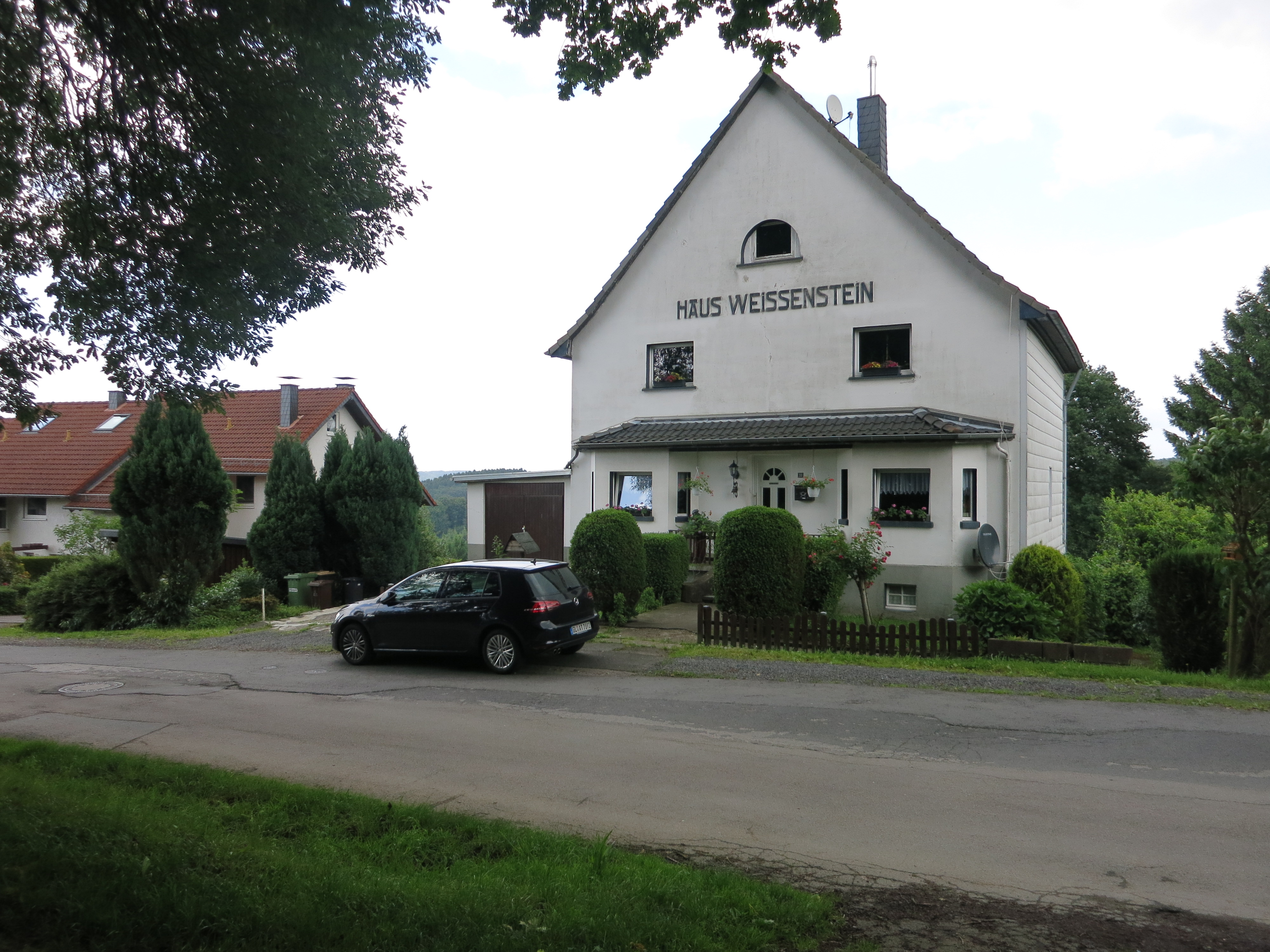
Haus Weissenstein
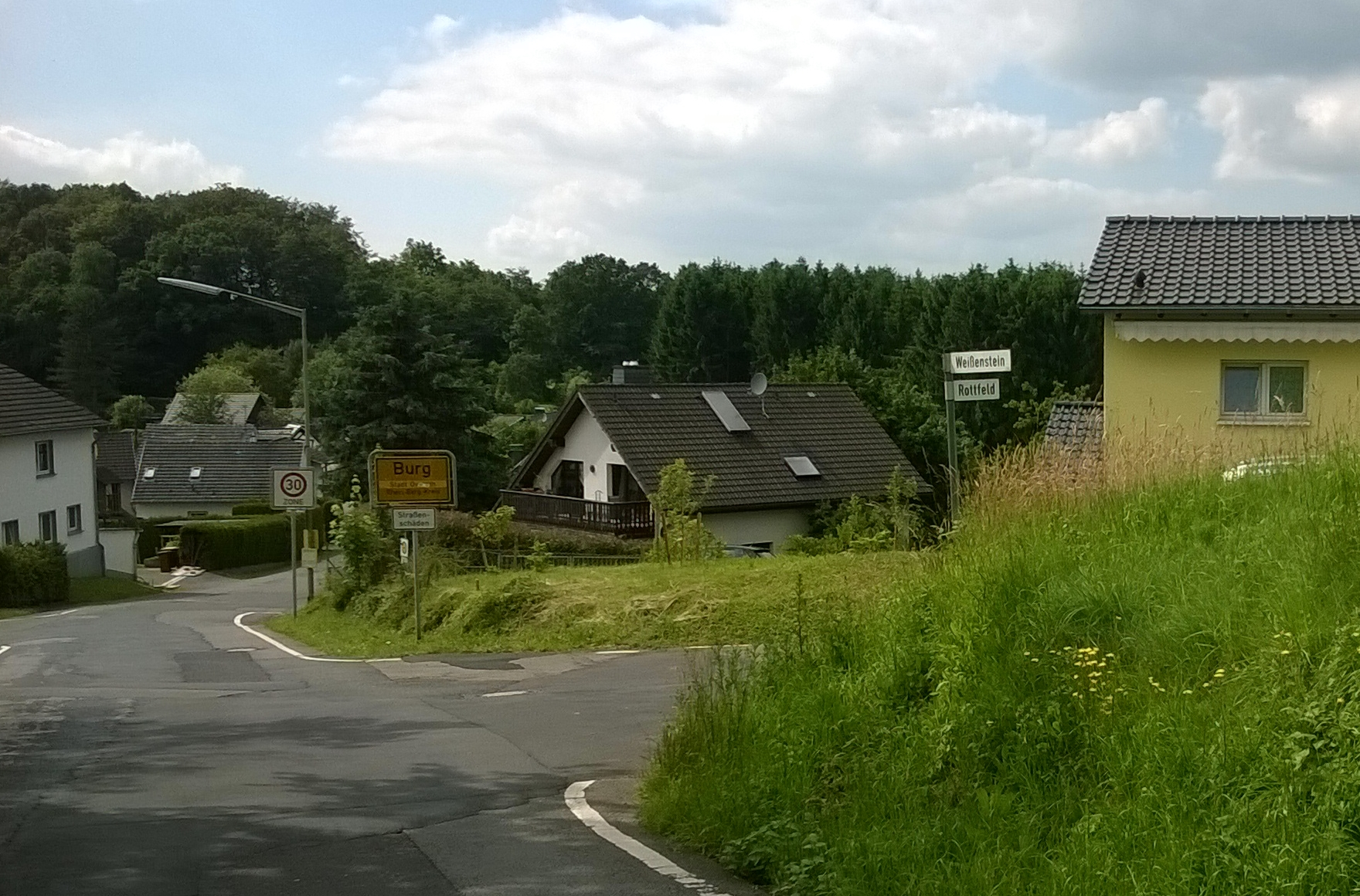
Wegweiser nach Weißenstein
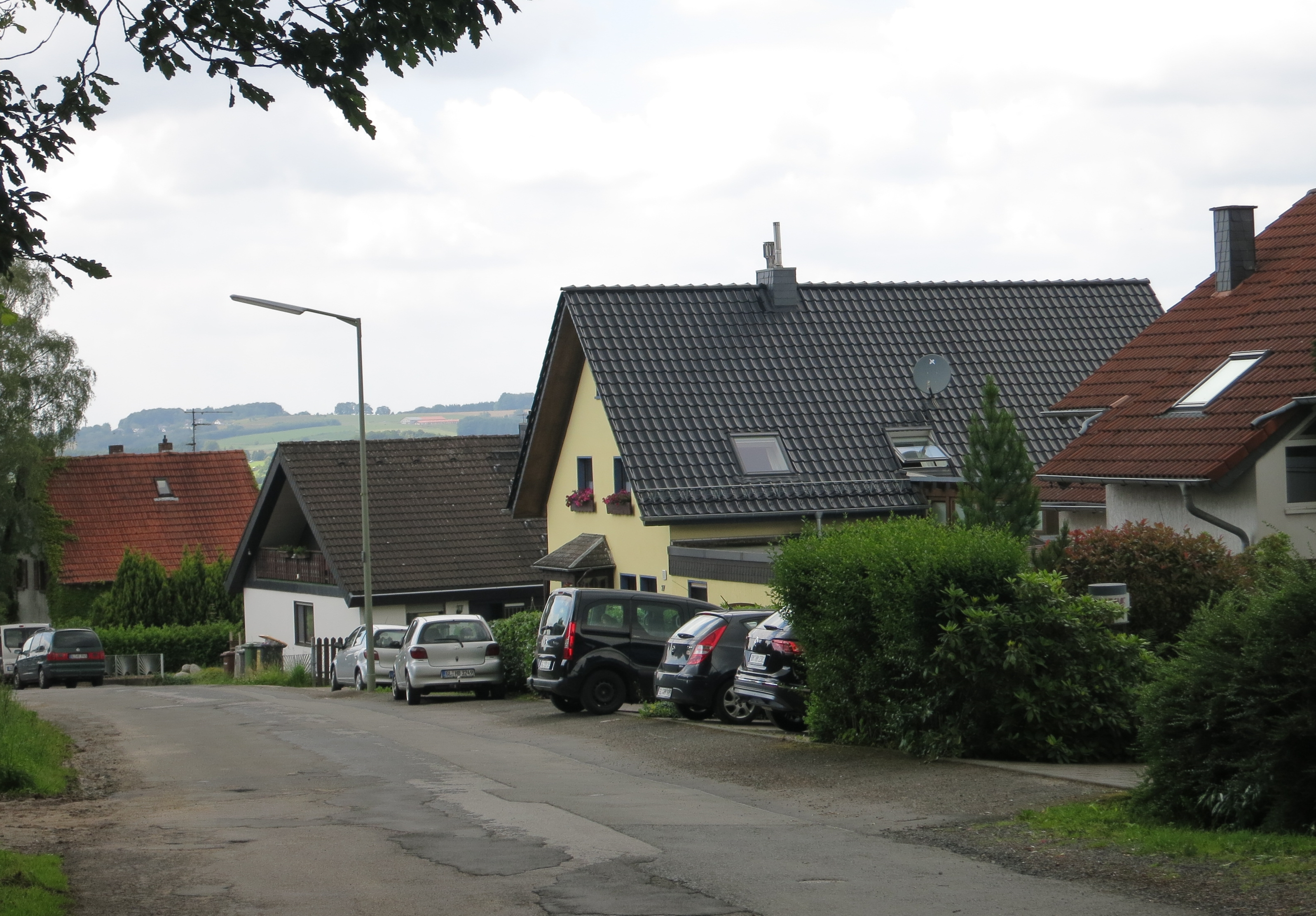
Straße Weißenstein
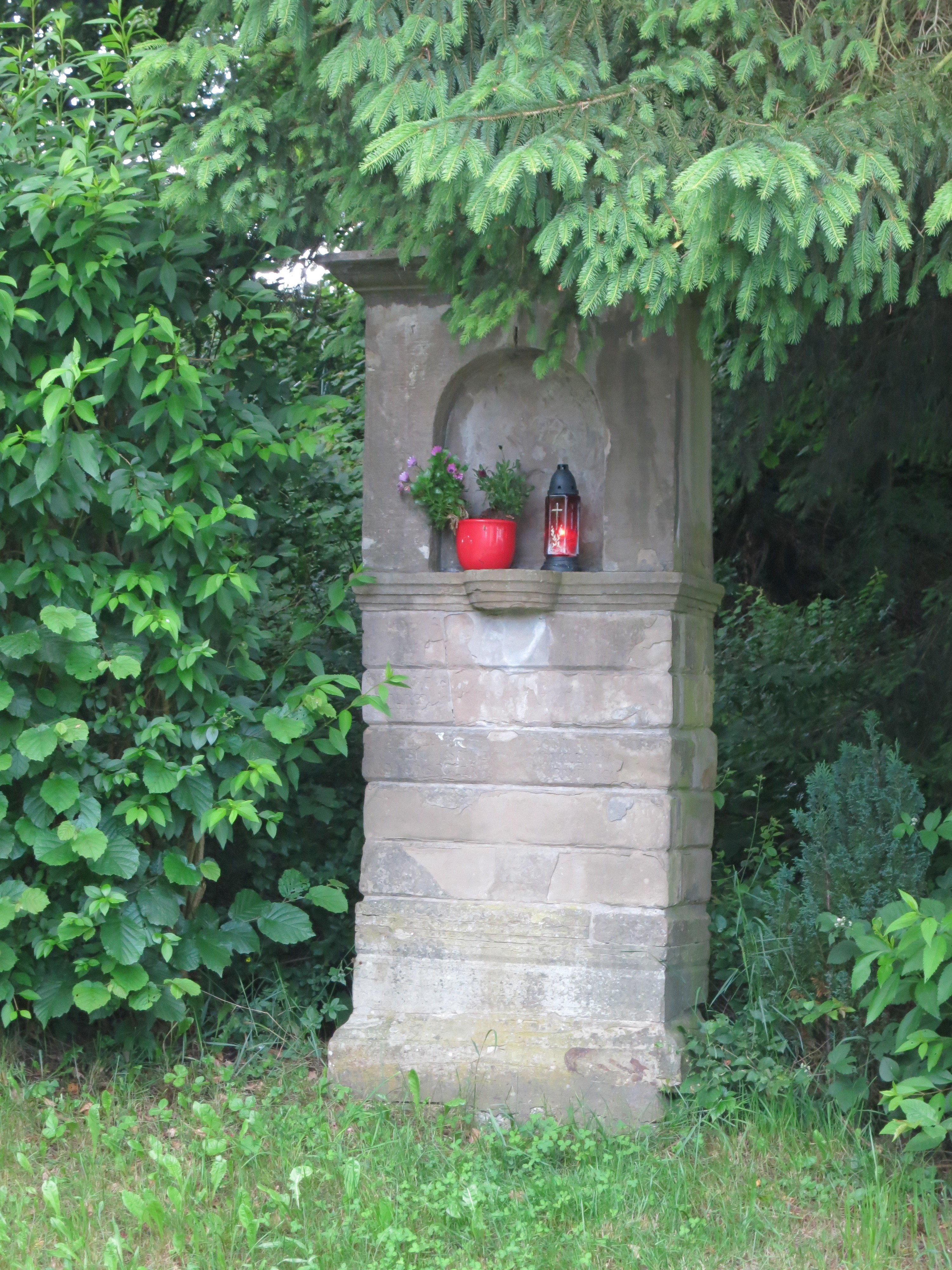
Kreuzwegstation